# Xyloblaptus mexicanus
Xyloblaptus mexicanus är en skalbaggsart som beskrevs av Pierre Lesne 1939. Xyloblaptus mexicanus ingår i släktet Xyloblaptus och familjen kapuschongbaggar. Inga underarter finns listade i Catalogue of Life.